# Ozan
Ozan es una comuna francesa del departamento de Ain, en la región de Auvernia-Ródano-Alpes. Es el sede de la comunidad de comunas Bresse et Saône.

## Demografía
| 346 | 328 | 308 | 339 | 408 | 467 | 511 | 618 | 649 |
| Para los censos de 1962 a 1999 la población legal corresponde a la población sin duplicidades (Fuente: INSEE [Consultar]) |     |     |     |     |     |     |     |     |